# Patras
Patras  (dimotiki grčki jezik:  Πάτρα, klasični grčki jezik: Πάτραι) je treći grčki grad po veličini, sjedište prefekture Ahaja.
Grad se nalazi na sjeveru Peloponeza, 215 kilometara zapadno od glavnog grada Atene. Grad je podignut na podnožju planine Panahaikon i dominira 
Patraskim zaljevom.
Grad Patras, s prigradskim naseljima (metropolitanski Patras) ima 222 460 
stanovnika. 
Prvi tragovi grada sežu čak do 4000 godina pr. Kr.
Za rimljana grad je postao regionalni centar istočnog Mediterana. 
U ranom kršćanstvu Patras je bio mjesto mučeništva Svetog Andrije. 
Patras u Grčkoj zovu Vratima zapada, jer je prometno i trgovačko čvorište prema Italiji i 
ostaloj zapadnoj Europi.
Grad je dobio ime po mitskom junaku Patreasu, potomku mitskog Lakademnona, osnivača Sparte.

## Zemljopisne osobine
Patras se nalazi 215 km zapadno od Atene, 134 km zapadno od Korinta i 144 km sjeverozapadno od Tripolija.
Grad Patras se nalazi u krajnjem sjevernom dijelu poluotoka Peloponez, na mjestu gdje se ovaj poluotok najviše približio kopnenom dijelu Grčke u zaljevu Patras, pored tjesnaca Rio-Antirio (7 km). Od tog tjesnaca dalje nalazi se Korintski zaljev. 
Obalni pojas Patrasa nije širok, već se gotovo odmah iza mora uzdižu padine planine Panahaiko (1.926 m). Zbog toga je grad smješten u dvije razine povezane stubama. Stariji, viši dio grada s tvrđavom nalazi se na povišenom platou, noviji dio grada podignut je u posljednjih dvjesto godina na nekad močvarnom terenu uz more. Grad se je prostro uzduž zaljeva na 25 km dužine, dijele ga rijeke Glafkos, Haradros i Meilichos koje se slijevaju s planine Panahaiko.

## Povijest
Najstariji arheološki nalazi u području Patrasa govore da je ovo područje bilo nastanjeno već prije 3 000 god. pr. Kr.
Značajnije naselje na mjestu današnjeg Patrasa pojavilo se tijekom razdoblja Mikenske kulture (1580. – 1100. godine pr. Kr.). Ovo naselje nije igralo nikakvu značajnu ulogu u staroj Grčkoj.
Nakon 280. pr. Kr. i prije rimskog osvajanja Grčke, Patras je igrao značajnu ulogu u osnivanju "Ahajskog saveza" (Achaiki Sympoliteia). 
Kasnije po rimskom osvajanju Grčke 146. pr. Kr. Patras postaje ponovno značajan, rimski car August osniva koloniju u području grada. Patras je i značajan ranokršćanski centar i širitelj kršćanstva, u njemu je djelovao i u njemu doživio svoj martirij Sveti Andrija.
Veći dio srednjeg vijeka Patras je relativno važni grad unutar Bizanta s razvijenim obrtom i trgovinom. Grad je i važna luka na jugozapadu carstva.  
1204. godine Patras su zauzeli Križari za Četvrtog križarskog rata, poput većeg dijela Bizanta oni su na tom dijelu Peloponeza osnovali Principat Aheju. 
1408. godine Patras postaje dio Mletačke Republike njime upravlja nadbiskup u ime pape sve do 1430. godine, kada se na kratko vrijeme ponovo nalazi u rukama oslabljenog Bizanta.
Otomansko carstvo zauzima Patras 1458. godine pod Mehmedom II. Grad dobiva novo ime Balijadabra, od grčkog oblika  Παλαιά Πάτρα (Palaja Patra) I pored nekih trgovačkih povlastica koje je sultan Mehmet II. dao gradu, Patras je počeo nazadovati. Naročito su ga oštetili napadi flota Venecije i Genove u sklopu morejskih ratova u XV i XVI st.
Patras je bio grad u kojem je počeo grčki ustanak 1821. godine. Jaka turska posada u gradu i tvrđavi ostaje sve do 7. listopada 1828. godine, kada je grad zauzet uz pomoć francuskog ekspedicionog korpusa na Peloponezu pod vodsvom generala Nicolasa Josepha Maisona.
Ubrzo po oslobođenju Patras je postao drugi po važnosti grad novoustanovljene Kraljevine Grčke, najviše zahvaljujući položaju svoje luke.
Početkom XX st. Patras slovi za najmoderniji grčki grad, zbog uvođenja električnog tramvaja i električne ulične rasvjete. Tad se u gradu rade i brojna klasicistička javna i privatna zdanja. 
Nakon Grčko-turskog rata, 1923. godine u Patras su doseljene mnoge grčke izbjeglice iz Male Azije, što dovodi do naglog rasta grada i masovne divlje gradnje. 
Na samom početku Drugog svjetskog rata, Patras je bio meta talijanskih zračnih napada koji su izazvali znatne štete.

### Strana predstavništva
Zbog velike i prometne pomorske luke u gradu djeluju brojni konzulati većinom iz Europskih zemalja, izuzetak je konzulat Libanona.
| - Počasni konzulat Ujedinjenog kraljevstva - Konzulat Austrije - Konzulat Belgije - Konzulat Njemačke - Konzulat Švedske | - Konzulat Švicarske - Počasni konzulat Estonije - Počasni konzulat Finske - Počasni konzulat Italije - Počasni konzulat Libanona | - Počasni konzulat Poljske - Počasni konzulat Nizozemske - Konzulat Danske - Počasni konzulat Norveške |

## Gospodarstvo
Patras je od samog osnutka Kraljevine Grčke važno industrijsko sjedište zapadne Grčke. Posljednjih decenija dešavaju se značajne promjene u gospodarskoj strukturi grada, rastu uslužne djelatnosti; trgovina, promet, ugostiteljstvo, dok se tradicionalna industrija 
(mahom prehrambena i tekstilna) postupno seli iz grada. U Patrasu su smještene velike 
regionalne punione pića (Coca-Cola, Heineken) Posljednjih decenija razvija se farmaceutska industrija; CBL, Vianex,.
U gradu djeluje velika cementara (Titan Cement) s vlastitom pomorskom lukom u predgrađu Psathopyrgos.
Iznad grada na planini Panahaiko s koje se pruža prekrasan pogled na grad Patras 
nalazi se trenutačno najveći Vjetropark - Acciona u Grčkoj

### Školstvo
Patras je značajni školski centar s dva sveučilišta i jednim institutom.
- Sveučilište Patras
- Helensko otvoreno sveučilište
- TEI Patras ( Tehnološki edukacijski institut Patras)

## Kultura
U gradu se odigrava Patraski karneval, je najveća takva manifestacija u Grčkoj i jedna od većih u Europi, s tradicijom od nekih 160 godina. Ovaj karneval započinje 17. siječnja i traje do Čistog ponedjeljka. 

### Patras europski grad kulture 2006
Patras je izabran od strane Europska komisija za glavni grad europske kulture Europski glavni grad kulture za 2006. godinu. Manifestacija se je održala pod središnjom temom Mostovi i Veze, povezujući na taj način i ulogu Patrasa u Grčkoj povijesti kao tradicionalnih Vrata na zapad.

## Stanovništvo
Danas metropolitanski Patras ima oko 230.000 stanovnika, grad se raširio uzduž zaljeva po dužini od 25 km. Najbrže rastu predgrađa na zapadu jer tamo ima više ravnih terena.
| 'Godina | Patras  | Gradsko područje |
| 1853    | 15,854  | 19,499           |
| 1861    | 18,342  | 23,020           |
| 1870    | 16,641  | 26,190           |
| 1879    | 25,494  | 34,227           |
| 1889    | 33,529  | 44,970           |
| 1896    | 37,985  | 51,932           |
| 1907    | 37,728  | -                |
| 1920    | 52,174  | -                |
| 1928    | 61,278  | -                |
| 1951    | 87,570  | 94,192           |
| 1961    | 96,100  | 103,985          |
| 1971    | 112,228 | 120,847          |
| 1981    | 142,163 | 154,596          |
| 1991    | 161,782 | 190,463          |
| 2001    | 171,616 | 210,494          |
| 2011)   | 168,034 | 213,984          |

## Promet
Patras je od davnina najvažnije prometno čvorište zapadne Grčke. Preko njegove luke odvija se najveći dio pomorskog prometa s Jonskim otocima i Italijom. Gradska luka i danas se nalazi u središtu grada, te je postala ograničavajući čimbenik za daljnji razvoj grada.
Zbog toga se danas gradi nova luka u jugozapadnom dijelu grada, koja bi trebala zamijeniti staru.
Do Patrasa vodi moderna autocesta iz Atene, koja par kilometara prije grada skreće ka sjeveru i prelazi na grčko kopno velikim mostom Rio-Antirio (izgrađen 2004. g.) 
- Zračna luka - Araxos nalazi se oko 40 km od grada.

## Zbratimljeni gradovi
| - Aleksinac, Srbija - Ammochostos, Cipar - Ancona, Italija - Bari, Italija - Banja Luka,Bosna i Hercegovina - Bydgoszcz, Poljska | - Canterbury, Australija - Craiova, Rumunjska - Chişinău, Moldova - Gjirokastër, Albanija - Harkov, Ukrajina - Limassol, Cipar | - Linyi, Kina - Reggio Calabria, Italija - Saint-Étienne, Francuska - Savannah, SAD - Split, Croatia - Vilnius, Litva |

## Vanjske poveznice
- Službene stranice grada  Arhivirana inačica izvorne stranice od 13. kolovoza 2006. (Wayback Machine)
- Službene stranice karnevala iz Patrasa  Arhivirana inačica izvorne stranice od 15. ožujka 2021. (Wayback Machine)
- Informacije o Patrasu  Arhivirana inačica izvorne stranice od 21. srpnja 2011. (Wayback Machine) (engl.)
- Vodič kroz Patras  Arhivirana inačica izvorne stranice od 21. kolovoza 2008. (Wayback Machine)